# خون‌گیری سیاهرگی
خون‌گیری سیاهرگی یا خون‌گیری وریدی فرایند گرفتن خون از سیاهرگ‌ها به منظور انجام آزمایش خون می‌باشد. خون سیاهرگی یکی از پر کاربردترین انواع خون در آزمایشگاه‌های پاتولوژی می‌باشد.

## مزایای خون‌گیری سیاهرگی
- پیدا کردن سیاهرگ بازویی در اغلب افراد آسان است.
- امکان انجام دادن چندین تست بر روی نمونهٔ گرفته شده وجود دارد.
- بین نمونه‌های خونی که از سیاهرگ‌های مختلف یک فرد گرفته شده‌اند، تفاوتی وجود ندارد.
- سرم و پلاسما به راحتی توسط سانتریفیوژ قابل جداسازی است.
- پلاکت و عملکرد پلاکتی با خون سیاهرگی بر روی EDTA انجام می‌شود.[۱]

## شیوهٔ خون‌گیری سیاهرگی
1. ابتدا سیاهرگ مورد نظر را پیدا می‌کنیم. معمولاً از سیاهرگ بازویی استفاده می‌شود. در صورتی‌که به هر دلیل نتوان از سیاهرگ بازویی استفاده نمود، می‌توان از سیاهرگ‌های پشت دست یا مچ پا استفاده نمود ولی باید توجه داشته باشید که استفاده از این سیاهرگ‌ها همراه با درد بیشتری نسبت به سیاهرگ‌های بازو می‌باشند.
2. پس از یافتن رگ مورد نظر، بستن گارو (تورنیکه) را ۷/۵ تا ۱۰ سانتی‌متر بالاتر از محل خون‌گیری بسته و محل خون‌گیری را با پنبه الکل ضد عفونی کرده.
3. سوزن را در حالی که با دست بیمار زاویه ۴۵ درجه دارد را از جهتی که برش آن به سمت بالا باشد، وارد رگ نمایید.
4. پس از گرفتن خون به مقدار کافی، رگ‌بند را باز نموده و سوزن را خارج نمایید، سپس محل را با پنبه الکل محکم فشار دهید تا خون بند آمده و از بروز عوارضی از قبیل کبود شدن جای سوزن جلوگیری شود.
5. سوزن را از سرنگ جدا نموده و سپس خون را به آرامی از دیواره لوله آزمایش به درون لوله بریزید.[۲]

نکات قابل توجه:
- در صورتی که رگ‌بند بیش از یک دقیقه روی بازو بسته شده باشد، ۳–۲ درصد افزایش همو گلوبین، هماتوکریت و شمارش گلبول‌های قرمز را خواهیم داشت.
- اگر می‌خواهیم از بیماری که به او سرم وصل است خون بگیریم، باید ابتدا سرم را قطع نموده، سپس ۱۰ میلی‌لیتر خون گرفته و دور ریخته شود. سپس می‌توان برای آزمایش اقدام به خون‌گیری کرد.
- در صورت نبود گارو (رگ‌بند)، می‌توان از پارچه به جای آن استفاده کرد.[۱]

## مقادیر تقریبی خون جهت انجام آزمایش‌ها
| آزمایش | مقدار خون (میلی‌لیتر) |
| ------ | -------------------- |
| CBC    | ۲                    |
| ESR    | ۲                    |
| BUN    | ۴–۵                  |
| CHo    | ۴–۵                  |
| T.G    | ۴–۵                  |
| FBS    | ۵                    |
| Cr     | ۴–۵                  |